# Colomiers
Colomiers è un comune francese di 40 159 abitanti situato nel dipartimento dell'Alta Garonna nella regione dell'Occitania.

## Storia

### Simboli
Lo stemma è stato adottato negli anni Venti del XX secolo.
Il leone e la torre sono ripresi dagli stemmi di alcuni dei consignori di Colomiers; la corda e il toro sono attribuiti di san Saturnino, titolare della basilica di Saint-Sernin da cui dipendeva il comune e la locale chiesa di Santa Radegonda; la croce di Tolosa è il simbolo dell'Occitania.

## Società

### Evoluzione demografica
Abitanti censiti